# نينيسينا
نينيسينا ( بالسومرية : "سيدة إيسن" ) كانت إلهة بلاد ما بين النهرين كانت بمثابة الإلهة الوصية على مدينة إيسن. كانت تعتبر إلهة الشفاء. كان يُعتقد أنها كانت ماهرة في الفنون الطبية، ويمكن وصفها بالطبيبة الإلهية أو القابلة. وكامتداد لدورها الطبي، كان يُعتقد أيضًا أنها قادرة على طرد الشياطين المختلفة. وشملت رموزها الكلاب، والتي ارتبطت عادة بإلهات الشفاء في بلاد ما بين النهرين، فضلاً عن الأدوات والملابس المرتبطة بممارسي الطب.
في حين اعتبرت نينيسينا في البداية إلهة غير متزوجة وليس لها أطفال، إلا أن الإله بابيلساج أصبح في نهاية المطاف يعتبر زوجها. كان أبناؤها دامو وجونورا ، الذين كانا يعتبران مثلها آلهة شفاء، بالإضافة إلى شوماك، الذي كان أيضًا بمثابة سوكال لها، وهو نوع من المرافقين الإلهيين. ومن بين الأعضاء الآخرين في بلاطها نينارالي، وهي إلهة مرتبطة بالعالم السفلي، وإلهة القيثارة نينيجيزيبارا ونينكينونا، وأحيانًا نينشوبور. كما طورت نينيسينا أيضًا ارتباطات مع العديد من الآلهة الأخرى ذات الشخصية المماثلة، بما في ذلك نينكاراك ، وجولا ، ونينتينوجا. ومع ذلك، على الرغم من اعتبارهما في كثير من الأحيان متشابهين، إلا أنهما نشأا في مناطق مختلفة من بلاد ما بين النهرين وكانت سماتهما الفردية مختلفة. كانت هناك إلهة أخرى مرتبطة بها وهي باو، والتي ربما تطورت إلى إلهة الشفاء بسبب الارتباط بينهما. ولأسباب سياسية، اكتسبت نينيسينا أيضًا بعض السمات التي كانت تنتمي في الأصل إلى إنانا عندما فقد ملوك إيسين السيطرة على مركز عبادة الإلهة الأخيرة، أوروك .
أقدم دليل على عبادة نينيسينا يأتي من إيسين من فترة الأسرات المبكرة. وقد تم ذكرها أيضًا في عدد من النصوص من العصر السرجوني، بما في ذلك نقش مانيشتوشو. وتظهر العديد من الإشارات إليها في أرشيفات الأسرة الثالثة في أور. بالإضافة إلى إيسن، كانت تُعبد أيضًا في لارك، ونيبور، ولجش في هذه الفترات. وفي فترة إيسن-لارسا التالية، عملت كإلهة ملكية لسلالة إيسن، وتم استدعاؤها بألقاب الملوك المنتمين إليها. كما قاموا برعاية المعابد المخصصة لها. علاوة على ذلك، تم تقديمها إلى لارسا وأوروك وأور في هذا الوقت. وفي العصر البابلي القديم ، ورد ذكر بناء المعابد المخصصة لها في النصوص المنسوبة إلى ملوك بابل وكيش. ومع ذلك، تم التخلي عن إيسين في نهاية المطاف في عهد سامسو إيلونا، ولم يتم إعادة بنائها إلا في عهد كوريجالزو الأول . لا يُعرف الكثير عن تبجيل نينيسينا بعد ذلك، على الرغم من ظهورها في نقوش أداد-أبلا-إيدينا واستمرت عبادتها حتى أواخر العصر البابلي الحديث.
يذكر العديد من أعمال الأدب الرافديني نينيسينا. تعتبر إحدى هذه الأعمال، رحلة نينيسينا إلى نيبور، والتي كانت تحتوي على نسخة أحادية اللغة وثنائية اللغة (السومروأكادية)، فريدة من نوعها بسبب وصفها التفصيلي لموكب إلهي. وقد تم تخصيص العديد من الترانيم لها، بما في ذلك بعض الترانيم المرتبطة بحكام محددين، مثل إشبي-إيرا من إيسين. ومن المعروف أيضًا وجود العديد من المراثي التي تندب فيها إما فقدان مدينتها، أو ابنها دامو، أو كليهما. كما تم إثباتها في أنواع أخرى من النصوص، مثل الصلوات وقوائم الآلهة.

## الشخصية والأيقونات
يمكن ترجمة الاسم المستعار نينيسينا إلى "ملكة إيسن " أو "عشيقة إيسن".  غالبًا ما كانت أسماء الآلهة السومرية عبارة عن مزيج من العلامة المسمارية نين وإما اسم موقع، كما في هذه الحالة، أو مصطلح يشير إلى شيء أو منتج. حوالي أربعين بالمائة من أقدم الآلهة السومرية الموثقة حملت أسماء تشكلت وفقًا لهذا النمط. في حين أن "نين" تُترجم غالبًا على أنها لقب نبيل أنثوي، إلا أنها كانت محايدة نحويًا ويمكن العثور عليها في أسماء الآلهة الذكور أيضًا، على سبيل المثال نينجيرسو ونينازو ونينجوبلاجا، وفي هذه الحالة تعني بدلاً من ذلك "السيد". تم إثبات العديد من المتغيرات للعنصر الثاني من اسم نينيسينا، مما يؤدي إلى تهجئات مثل d Nin-ezen (ki) أو d Nin -IN ( logographic ) بالإضافة إلى التهجئات الصوتية مثل d Nin-i 3 -si-na ، ولكن من المتفق عليه أنه في جميع الحالات يشير إلى مدينة إيسين. كما يشير اسمها، فقد كانت بمثابة الإلهة الوصية على هذه المدينة. وفي بعض الحالات، قد يطغى هذا الدور على وظائفها الأخرى. يشير نقش لملك إيسن، على الأرجح إنليل باني، والذي عُثر عليه في نيبور إلى إيسن باعتبارها "المدينة التي أعطاها الإلهان آن وإنليل للإلهة نينيسينا". استمد الحكام المحليون ( سلالة إيسن ) سلطتهم منها، وفي الفن تم تصويرها وهي تسلم لهم " رمز العصا والحلقة "، وهي وظيفة تُنسب إلى الآلهة الرئيسية في العديد من الأنظمة السياسية الأخرى: نانا أو إنانا في أور في فترة أور الثالثة، أو عشتار في ماري في عهد زيمري ليم، أو شمش في المصادر من عهد حمورابي . لم تكن أهميتها تعتمد على ارتباطها بأي إله آخر. بدلاً من ذلك، كان نمو شهرتها مرتبطًا بصعود إيسين كمركز سياسي.
ارتبطت نينيسينا بالشفاء، وكان يُعتقد أنها ماهرة في ممارسات طبية مختلفة.  يمكن الإشارة إليها باسم asû .  يُترجم هذا المصطلح عادةً إلى " طبيب ". على الأرجح، كان المقصود من ذلك الإشارة إلى أنها تمتلك القدرة على جميع أشكال الشفاء. وقد تم وصف الإجراءات الجراحية التي أجريت لها، مثل تنظيف الجروح ووضع الضمادات، في الأدبيات الرافدينية. وفقًا للمصادر النصية، كانت ترتدي "رداءً كبيرًا" ( tug 2 gal )، ربما كان نوعًا من الملابس الواقية المرتبطة بممارسي الطب. علاوة على ذلك، يمكن أن يكون المشرط بمثابة رمز لها. يصفها ترنيمة مباشرة باستخدام هذه الأداة والمشرط أثناء علاج الجرح. وُصفت يداها بأنها "مهدئة". ويمكن أن نطلق عليها اسم šuḫalbi ، "الشخص ذو اليد الباردة"، أو ama šuḫalbi ، "الأم ذات اليد الناعمة". وعلى الأرجح، يعكس هذا حقيقة مفادها أن اللمس كان يُفهم على أنه عنصر أساسي في الشفاء. كان يُعتقد أيضًا أنها كانت على دراية بالنباتات الطبية، بالإضافة إلى "نبات الحياة" الأسطوري، المعروف جيدًا من ملحمة جلجامش . كانت مرتبطة أيضًا بالولادة، وتحثها نصوص مختلفة على تولي دور القابلة ، مع ترنيمة واحدة تصفها صراحةً بأنها "المرأة السامية، قابلة السماء والأرض". ومع ذلك، كان دورها مختلفًا عن دور إلهة الولادة، كما كان يُعتقد في بلاد ما بين النهرين أن الآلهة التي تنتمي إلى هذه الفئة كانت تشكل الجنين فقط، والذي تمت مقارنته بمختلف الحرف في الألقاب ("سيدة النجارة"، "سيدة الفخار"). يتم تطبيق كلمة " أما " (الأم) على نينيسينا كلقب في أحد ترانيم المعبد . ومع ذلك، تشير جوليا م. آشر-جريف إلى ضرورة توخي الحذر عند تقييم أصل هذه الألقاب، لأنها لا تشير بالضرورة إلى الأمومة بالمعنى البيولوجي، بل تشير إلى سلطة إله معين ومكانته العالية في البانثيون، على غرار الألقاب الذكورية المماثلة. وفقًا لمانويل سيكاريلي، في حالة نينيسينا، فإن هذا يعكس مجازيًا دورها كقابلة إلهية. تشير النصوص من الألفية الثالثة إليها باسم ama arḫuš ، "الأم الرحيمة"، والتي تشير أيضًا، وفقًا لإيرين سيبينج بلانثولت، إلى ارتباطها بالتوليد. كما تم إثبات هذه العبارة أيضًا باعتبارها لقبًا لجولا ونينكاراك وباو، واسمًا لإلهة منفصلة كانت تُعبد في أوروك السلوقية. خلصت سيبينج-بلانثولت إلى أن نينيسينا كانت تُعَد "معالجة أمومة". ووفقًا لباربرا بوك، فإن حقيقة ارتباط نينيسينا بقوة بمشاكل صحية تؤثر على الجهاز الهضمي قد تعكس حقيقة مفادها أن البطن كان بالفعل جزءًا من الجسم مرتبطًا بنشاطها بسبب ارتباطها بالرضع.
وفقًا لإيرين سيبينج بلانثولت، كان هناك امتداد آخر لشخصية نينيسينا كإلهة شفاء وهو ارتباطها بالتعاويذ ونسب القدرة على طرد الشياطين إليها. يذكر ترنيمة أنها كانت قادرة على مواجهة تأثير العديد من الكائنات الشيطانية، مثل ديمي، وديميا، وآساج ، ونامتار . تشير باربرا بوك إلى آخر هؤلاء على وجه الخصوص باعتباره خصمها المتكرر في المصادر النصية. يذكر أحد النصوص "لاما شريرة"، د لاما هول ، من بين الشياطين التي كان يُعتقد أنها تطردها. كان يُفهم عادةً أن لاما هي نوع من الإلهة الثانوية الحامية الخيرية، ولكن هذه الإشارة، على الرغم من أنها لا تعكس تقليدًا مشتركًا، ليست فريدة من نوعها. هناك ذكر آخر لـ "لاما الشريرة" معروف من تعويذة موجهة إلى هندورساجا . كان يُعتقد أن نينيسينا تتوسط لدى أنو وإنليل نيابة عن الآلهة الشخصية للأشخاص الذين تعرضوا لهجوم الشياطين أيضًا.
يشير نقش Adad-apla-iddina من Isin إلى Ninisina باعتبارها "الأكثر حكمة بين الآلهة" ( gašam dingir-re-e-ne ). تنص ترنيمة مجزأة على أنها حصلت على الحكمة، بالإضافة إلى أدوات القياس المخصصة لها لتتبع السدود والخنادق، من إنليل ونينليل ، اللذين ألزماها بتتبع هذه الهياكل بالإضافة إلى "إحضار خبز الشورى والبيرة أمامهم". وفقًا لجابور ج. زوليومي، ربما وصفت أيضًا قدرات أخرى منحها إياها. كانت الوظيفة الإضافية المنسوبة إلى نينيسينا هي وظيفة "المدير العقاري لأن."
في الفن، يمكن التعرف على نينيسينا من خلال وجود كلب، تمامًا مثل جولا، وفي بعض الحالات قد تمثل صور الآلهة برفقة هذا الحيوان أيًا من هذين الإلهين. وقد اقترح أن الارتباط بين آلهة الشفاء في بلاد ما بين النهرين والكلاب كان قائمًا على الاعتقاد في الخصائص العلاجية لعاب هذه الحيوانات. ومع ذلك، اعتبارًا من عام 2022، لم تكن هناك إشارات مباشرة إلى وجود الكلاب في أي طقوس شفاء، ولا يوجد أيضًا دليل نصي لأي معتقدات تنسب خصائص الشفاء إليها. هناك احتمال بديل وهو أن الكلاب كانت تعتبر كائنات حدودية قادرة على التفاعل مع الأحياء والأموات، وهو ما قد يكون خاصية مشتركة مع آلهة الشفاء. من الممكن أن يكون من المعتقد أن الكلاب التي تخدم نينيسينا كانت تخطف شياطين الأمراض التي تم الكشف عنها من خلال الإجراءات التي أجرتها الإلهة.

## الارتباطات مع الآلهة الأخرى

### العائلة والمحكمة
كان والدا نينيسينا آنو وأوراش. يشير نقش لـ واراد سين بشكل أكثر دقة إلى أنها كانت الطفلة الأولى لأنو. ومع ذلك، وفقًا لكلاوس واجينسونر، فإن التصريحات التي تحدد هويتها بشكل مباشر باعتبارها ابنة هؤلاء الآلهة ليست شائعة. كان إنليل يعتبر والد زوجها.
على الأرجح كان يُنظر إلى نينيسينا في البداية على أنها إلهة غير متزوجة وليس لها أطفال. وفي وقت لاحق من فترة أور الثالثة، أصبح بابيلساج يعتبر زوجها. تصفه الترانيم بأنه "زوجها الحبيب" وتنص على أنها "قضت وقتًا ممتعًا معه" كانت الأزواج المماثلة المكونة من إلهة الشفاء وإله المحارب الشاب شائعة في ديانة بلاد ما بين النهرين. وفقًا لإيرين سيبينج بلانثولت، كان الزواج على الأرجح مدفوعًا بدوافع لاهوتية بسبب الحاجة إلى تزويد نينيسينا بزوج يمثل مدينة ذات أهمية أيديولوجية، وليس بسبب الوظيفة الأساسية المشتركة بينها وبين بابيلساج، الذي لم يكن إلهًا للشفاء. وفقًا لما ذكره مانفريد كريبرنيك، فإنه مثل زوجته يمكن اعتباره ضابطًا مساحيًا إلهيًا. من المحتمل أن يكون الاسم المستعار لوغال إيسين يشير إلى بابيلساج بصفته زوجًا لنينيسينا. من حين لآخر، تم توثيق ارتباط بين نينيسينا ونينورتا، ولكن لا يوجد مؤشر قوي في المصادر المعروفة على أنهما كانا يُعتبران زوجين في مراكز عبادتهما الخاصة، إيسين ونيبور.
كان يُنظر إلى دامو وجونورا وشوماخ على أنهم أبناء نينيسينا ويشير ديتز-أوتو إدزارد وكلاوس واجينسومر إلى بابيلساج باعتباره والدهم، لكن إيرين سيبينج-بلانثولت تشير إلى أنه لا يوجد نص يصفه بهذه الطريقة بشكل مباشر. أصل دامو وجونورا غير مؤكد، على الرغم من أنه من المفترض أنهم لم يكونوا منتمين إلى آلهة إيسين في البداية. تشير دينا كاتز إلى أنه ربما تم نقلهم إلى هذه المدينة من مستوطنة مدمرة كانت في السابق بمثابة مركز عبادتهم. كما تقترح أن دامو اكتسب شخصيته الخاصة كإله شفاء فقط بسبب مكانته الجديدة باعتباره ابن نينيسينا، وأن دوره الأساسي في الأصل كان إلهًا يحتضر يمكن مقارنته بدوموزي ونينجيشزيدا. ومع ذلك، تقترح إيرين سيبينج-بلانثولت أن كلاً منهما وجونورا ربما نشأا في الأصل كإلهين للشفاء في حد ذاتهما قبل أن يرتبطا بنينيسينا. في ترنيمة، تم تصوير دامو كطالبة لدى نينيسينا التي تعلمت فنون الشفاء منها. 
شوماك، الذي يعني اسمه "صاحب اليد القوية"، عمل أيضًا كوزير لوالدته ( وزير إلهي) ووفقًا لقائمة الآلهة أن = أنوم كواحد من الخمسة أودوج (في هذا السياق: الأرواح الواقية) لمعبد إيجالماك. يذكر كتاب رحلة نينيسينا إلى نيبور أن واجبه كان تنظيف وتطهير شوارع إيسين لأمه. لا ينبغي الخلط بينه وبين الإلهة التي تحمل الاسم المماثل أما-شوماك، "مدبرة المنزل ( أباراكات ) في إيكور "، على الرغم من أنها كانت مرتبطة أيضًا بنينيسينا. كان من بين أعضاء بلاطها أيضًا نينارالي التي يحتوي اسمها "سيدة أرالي" على مصطلح شعري للعالم السفلي، والذي قد يعكس وفقًا لباربرا بوك ارتباط نينيسينا بهذا المجال. وفقًا لأنطوني كافينيو ومانفريد كريبرنيك، فمن المحتمل أنها الإلهة التي تحمل اسم نين-أ-را -[x] (آخر علامة غير محفوظة) من أن = أنوم (اللوح السادس، السطر 24)، والتي قد تكون ابنة إيشوم، ويشير تعليق في نص واحد إلى أن علامة نين في اسمها يجب قراءتها على أنها ereš أو égi بدلاً من قراءتها صوتيًا على أنها نين. في مرحلة ما، تم دمج نينشوبور في دائرة نينيسينا في تقليد محلي من إيسين. ومع ذلك، كانت هذه الإلهة مرتبطة عادة بإنانا بدلاً من ذلك. تزعم باربرا بوك أن دوائر هاتين الإلهتين كانت متداخلة، وتستشهد بحضور نينيجيزيبارا في بلاطيهما كمثال. كان يُنظر إلى هذا الإله باعتباره عازف قيثارة إلهيًا. في رحلة نينيسينا إلى نيبور ، يُشار إلى الإلهة نينكينونا باسم "قيثارتها المحبوبة" بدلاً من ذلك. يمكن ترجمة اسمها إلى "سيدة الوفرة" أو "سيدة الوفرة"، كما تم إثبات ارتباطها أيضًا بإينانا وجولا. يُفترض أن التقليد الأخير مرتبط بتصويرها كإحدى عضوات بلاط نينيسينا. تم تجميع كل من نينغزيبيارا ونينكينونا مع نينمورور ، "السيدة التي تجمع كل المي " (أو "سيدة معبد مورور"، وهو ملاذ لنانايا في أوروك )، وهي خادمة إنانا، في قائمة آلهة إيسين.

### آلهة الشفاء الأخرى
في حين أن آلهة الشفاء في آلهة بلاد ما بين النهرين - نينيسينا، نينتينوجا (المرتبطة بنيبور )، نينكاراك (التي كانت تُعبد بشكل خاص في تيرقاوسيبار)، جولا (ربما كانت في الأصل من أوما )، ميمي وباو - كانت في البداية آلهة منفصلة، فقد تم دمجها في بعض الأحيان جزئيًا أو التعامل معها كمكافئات لبعضها البعض. يعكس وجود آلهة الطب المتعددة حقيقة مفادها أن المدن أو المناطق الفردية كانت في البداية تحتوي على آلهة محلية منفصلة. إن حقيقة ظهور نينيسينا وجولا ونينكاراك بشكل منفصل في قائمة آلهة فايدنر تعتبر دليلاً لصالح افتراض عدم دمجهم في وقت تأليفها. وقد أشار البعض أيضًا إلى أن شخصية آلهة الشفاء الفردية تختلف، على الرغم من أوجه التشابه. على الأرجح، فإن عملية التوفيق بينهما لم تبدأ إلا بعد نهاية الألفية الثالثة قبل الميلاد. في الدراسات الحديثة، يتم التعامل مع آلهة الطب في بلاد ما بين النهرين أحيانًا على أنها قابلة للتبادل تمامًا، مع استخدام الاسم جولا للإشارة إليها بشكل جماعي، ولكن كما لاحظت إيرين سيبينج بلانثولت، فإن هذا النهج "لا ينصف الشخصيات الفريدة والمتنوعة" للآلهة الفردية.
كان يُقارن أحيانًا بين نينيسينا ونينكاراك، حيث استُخدم اسم الأخير في الترجمات الأكادية للنصوص السومرية عن نينيسينا. تشمل الأمثلة رحلة نينيسينا إلى نيبور بالإضافة إلى التعاويذ. كان لديهم أيضًا نفس الوالدين، آنو وأوراش، وفي حين كان يُنظر عادةً إلى نينكاراك على أنها غير متزوجة، فقد تكون مرتبطة ببابيلساج. يمكن أيضًا اعتبارها أم دامو مثل نينيسينا، ومع ذلك باستثناء نص ثنائي اللغة واحد لم يتم ربطها أبدًا بجونورا. على النقيض من نينيسينا، لم يكن يُنظر إلى نينكاراك عادةً على أنها أم، وقد تكون النصوص التي تصفها كأم نتيجة للارتباط بينهما. بالإضافة إلى ذلك، وعلى الرغم من ارتباطهما الوثيق، لم يكن نينكاراك يُعبد في إيسين قبل نهاية العصر البابلي القديم ، والشهادات من العصور اللاحقة نادرة. كان يُشار إلى حقل في سيبار على أنه ينتمي إلى نينكاراك ونينيسينا على نحو متبادل، وهو ما قد يشير إلى أن الأخير، الذي لم يكن يُعبد في هذه المدينة، كان يُفهم على أنه لقب للأول محليًا. ومع ذلك، استنتج جوان جودنيك ويستنهولز أن نينكاراك كانت بشكل عام إلهة ذات أهمية أقل من نينيسينا.
ربما كانت غولا، التي أصبحت لاحقًا إلهة مميزة، في البداية لقبًا لنينيسينا، حيث توجد إشارات إلى نينيسينا-غولا ("نينيسينا العظيمة") في مصادر السومرية الحديثة ( أور الثالثة ) وفي ترنيمة من عهد إشبي-إيرا. يمكن استخدام اسم جولا كترجمة لاسم نينيسينا في النسخ الأكادية للمؤلفات السومرية. يشار إليها أيضًا باسم "نينيسينا أوما" في وثائق من بوزريش داجان، حيث كان الكتبة من هذا الموقع أكثر دراية بالإلهة الأخيرة، واستخدموا اسمها لتمثيل آلهة الشفاء الأخرى. وقد قيل إن هذا من المرجح أن يعكس اتفاقية مماثلة للتفسير اليوناني وليس التوفيق اللاهوتي بين الإلهتين. إن نينيسينا غائبة تمامًا عن النصوص المعروفة من أوما، ولم يكن لها عبادة في هذه المدينة، على الرغم من أن الحاكم المحلي لو-أوتو يطلق على نفسه في نقش من فترة أور الثالثة لقب ابن هذه الإلهة.  تزعم باربرا بوك أن نينيسينا كانت تحت سيطرة جولا بشكل كامل في القرون التي تلت حكم إشبي-إيرا ،  ولكن وفقًا لإيرين سيبينج-بلانثولت فإن الارتباط بينهما لم يتم إثباته إلا في إيسين بعد غزو حمورابي للمدينة، وتقول كريستينا تسوباروبولو أنه ليس من المؤكد ما إذا كان يُنظر إليهما على أنهما متطابقان في العصر البابلي القديم. لم يتم إدراج نينيسينا ضمن الآلهة التي تم دمجها مع جولا في ترنيمة جولا لبولوتسا رابي، والتي من المرجح أنها ألفت بين عامي 1400 قبل الميلاد و700 قبل الميلاد. ومن المعروف أن هناك نقشًا لا يزال يذكرهم كآلهة منفصلة يعود إلى العصر البابلي الحديث. في حين يمكن ربط كل من نينيسينا وجولا بدامو، إلا أن الأولى كانت تعتبر والدته قبل الثانية.
في نيبور، ارتبطت نينيسينا بنينتينوجا ، وأُشير إلى كليهما بلقب نينتيلاوغا، "الشخص الذي يحيي الموتى" هناك.  بالإضافة إلى ذلك، كان كلاهما مرتبطين بدامو وجونورا.  ومع ذلك، في حين أن النصوص التي تعاملهم على أنهم متشابهون معروفة، لم يتم دمجهم بالضرورة مع بعضهم البعض، حيث يذكر أحد النصوص أن نينتينوجا سافرت لزيارة نينيسينا في معبدها الرئيسي. علاوة على ذلك، لم يُطلق على نينتينوجا مطلقًا اسم ابنة آنو ، ولا يوجد ما يشير إلى ارتباطها بأزواج آلهة أخرى مماثلة.
كانت هناك إلهة أخرى ارتبطت ارتباطًا وثيقًا بنينيسينا وهي باو. كانت في الأصل إلهة جيرسو ، وكانت تُعبد أيضًا في أماكن أخرى في ولاية لاجاش. يمكن مخاطبتها بألقاب مرتبطة في الأصل بإلهة إيسين في الترانيم. ومع ذلك، في المصادر المبكرة، مثل نقوش أورو'ينيمجينا ، لم تكن بعد إلهة شفاء، بل كانت "شخصية أمومة ومنح الحياة"، ومن المحتمل أنها اكتسبت الدور السابق فقط بسبب التوفيق بين المعتقدات الدينية مع نينيسينا. يلاحظ مانويل سيكاريلي أن العلاقة بين باو ونينيسينا تطورت بالتوازي مع العلاقة بين زوجيهما، نينجيرسو (الذي يعادل نينورتا) وبابلساج. يقترح أن هذا قد يشير إلى أنهم كانوا متساوين لربطهم بشكل أوثق بدائرة إنليل. ويشير إلى أنه بدءًا من إشمي داجان بدأ ملوك إيسن في إظهار الاهتمام بنيبور وإلهها، وعلى هذا الأساس يزعم أن الدافع وراء تطوير شبكة من الجمعيات التوفيقية كان في هذه الحالة دوافع سياسية. هناك احتمال بديل وهو أن باو اختلطت مع نينيسينا بسبب انحدار لاجاش الذي حدث تقريبًا في نفس الوقت الذي صعد فيه إيسين إلى الصدارة، وهو ما قد يؤدي إلى انحدار عبادتها الفردية. على عكس نينيسينا، لم يتم استدعاء باو عادةً في التعويذات، ولا يوجد ما يشير إلى الاعتقاد بأنها كانت خصمًا لأي شيطان محدد. كما أنها لم تكن مرتبطة بالكلاب.

### أمثلة أخرى للتوفيقية
"إن ترنيمة " نينيسينا والآلهة " هي مثال مبكر لتحديد إله واحد مع العديد من الآلهة الأخرى. بالإضافة إلى باو، فإن نينيسينا تتساوى فيها مع جاتومدوج (الإلهة الوصية على لاجاش ) ونونجال. وقد قيل إن مصادر مبكرة أخرى قد تشير أيضًا إلى روابط مماثلة بينها وبين آلهة مثل نينجيريدا ونينسون.
حدثت حالة خاصة من التوفيق بين نينيسينا وإنانا لأسباب سياسية عندما فقدت إيسين السيطرة على أوروك. من المرجح أن يكون تحديد إلهة الوصاية مع إنانا، التي كانت بمثابة مصدر للسلطة الملكية، بمثابة علاج لاهوتي لهذه المشكلة. في هذا السياق، كان يُنظر إلى نينيسينا على أنها مماثلة لنينسيانا ("سيدة السماء الحمراء"، فينوس)، والتي كانت تُعامل أحيانًا على أنها مظهر من مظاهر إنانا. كانت النتيجة الدائمة لهذه العملية تبادل الصفات بين الإلهتين المعنيتين، حيث اكتسبت نينيسينا جانبًا حربيًا وارتبطت إنانا أحيانًا بالشفاء. وقد لوحظ أيضًا وجود تداخل بين ألقابهم. تزعم جوليا إم. آشر-جريف أن الارتباط بين نينيسينا ورمز العصا والحلقة الموجود في إيسين كان جانبًا آخر منه، وتشير إلى مقطع مرتبط محتمل يحدث في ترنيمة تصف كيف تم منحها أدوارًا مختلفة من قبل إنليل ونينليل.
تقترح إيرين سيبينج-بلانثولت أن نينيسينا تم دمجها أيضًا مع غاسان-آشتي. تفترض أن هذه الإلهة كانت الزوجة الأصلية لبابلساج، على الرغم من أن المصادر الوحيدة التي تشهد على وجودها تأتي من العصر البابلي القديم أو ما بعده.

## يعبد
تعود أقدم الشهادات لنينيسينا إلى فترة الأسرات المبكرة، وتتضمن صيغ القسم من إيسين، ومدخلًا في قائمة الآلهة من فارا، ومقطعًا من ترانيم زامي. كان معبدها في إيسين هو Egalmaḫ، "القصر الرفيع"، والذي كان موجودًا بالفعل في الألفية الثالثة قبل الميلاد. وقد حملت العديد من المزارات الأخرى المخصصة لها نفس الاسم. في العصر السرجوني، ظهرت في نقش لمانيشتوشو على رأس هراوة. بالإضافة إلى ذلك، تم تخصيص أحد ترانيم المعبد لها. علاوة على ذلك، تم ذكرها في نصوص من الأدب، وإن كان فقط في اسم الحقل وفي نقش ختم واحد. كما تم تقديمها إلى نيبور في هذه الفترة على أبعد تقدير، على الرغم من أنها لم تلعب دورًا كبيرًا في البانتيون المحلي. ربما كان لها ضريح في إيكور.
تم توثيق نينيسينا جيدًا في المصادر من فترة أور الثالثة. تشهد وثيقة من بوزريش-داجان من عهد إبي-سين على أن القرابين في إيسين كانت تُقدم لها ولعائلتها: بابيلساج، وجونورا، ودامو، وشوماك. وفي نفس الفترة كانت تُعبد أيضًا في لاراك، حيث كان لها معبد. كما كانت تُعبد أيضًا في "إيرابيري"، "بيت القيود التي تكبح جماح القيود"، وهو معبد بابيلساج. ومن المعروف أن معابد نينيسينا كان بها إداريون رسميون في فترة أور الثالثة، كما يشير إلى ذلك ختم شخص معين يدعى أمار دامو، وهو معروف من طبعة على وثيقة من نيبور، والتي تحدده بأنه " شابرا نينيسينا". وفي بعض الحالات كان الأطباء مشاركين في عبادتها. ومن الأمثلة على ذلك أوبارتوم، وهي امرأة تعتبر أفضل ممارسة موثقة للطب من بلاد ما بين النهرين القديمة. بجانب حامل الكأس ( ساجي ) شولجي باني كانت مسؤولة عن توزيع الأغنام المسمنة المخصصة لتقديمها إلى نينيسينا. تتضمن قائمة العروض من لكش بشكل منفصل Ninisina-gula ("العظيم") و Ninisina-namtur ("الصغير").  كما كانت تُعبد في هذه المدينة إلى جانب بابيلساج، وربما يرجع ذلك إلى الارتباط الوثيق بين آلهة الشفاء المختلفة وأزواجهن.
وفي فترة إيسين-لارسا استمرت عبادة نينيسينا. وفي إيسن، لعبت دورًا في الأيديولوجية الملكية. أشار ملوك سلالة إيسن مثل إشبي-إيرا، وشو-إليشو، وإنليل-باني وزامبيا إلى أنفسهم باعتبارهم "محبوبي الإله إنليل والإلهة نينيسينا". استخدم سين-ماجير بدلاً من ذلك لقب "المدعو باسم الإله نانا، المفضل للإلهة نينيسينا" في نقش، بينما أطلق داميق-إليشو على نفسه لقب "الأمير المحبوب لقلب الإلهة نينيسينا". يعزو شو-إليشو في نقش يخلد ذكرى بناء أسوار إيسن نجاح هذا المشروع إلى "الحب الكبير للإلهة نينيسينا". خصص لها إيدين داجان تمثالًا، وفي النقش المصاحب يشير إليها باعتبارها سيدته، وإلى دامو باعتباره سيده، ويتوسل إليهما أن يلعنوا أي شخص يحاول إتلاف التمثال. أهدى أحد الآلهة إنليل إينام تمثالًا صغيرًا للكلب إلى نينيسينا تخليداً لذكرى حياة بور سوين.
يعد معبد إيجالماك هو المعبد الأكثر ذكرًا في الوثائق من إيسين. كما قامت إنليل باني ببناء معبد جديد لها في إيسين، وهو معبد يورجيرا، أو "بيت الكلب". يزعم أندرو ر. جورج أنه كان بيتًا للكلاب وليس ملاذا،  على الرغم من أن هذا الرأي غير مقبول عالميًا. كشفت الحفريات عن وجود هياكل عظمية متعددة للكلاب، بالإضافة إلى أشكال وصفائح من البرونز المصقول تصور هذه الحيوانات، في نفس المدينة. كان معبد إسباد، "بيت الأذن المفتوحة"، أو ربما "بيت فتح الحبال الجسدية"، معبدًا آخر لنينيسينا يقع في إيسين أو بالقرب منها وفقًا لإيرين سيبينج بلانثولت، على الرغم من أن جورج يقترح أنه ربما كان يقع بدلاً من ذلك في لاراك. كانت نينيسينا لا تزال تحظى بالتبجيل في هذه المدينة أثناء حكم إشبي-إيرا، وفي هذه المرحلة ربما كانت لها وظيفة دينية فقط. ربما قام ملوك إيسن أيضًا بإدخال نينيسينا إلى أوروك، مما أدى إلى تهجير جولا ، الذي كان يُعبد هناك في وقت سابق. بنى سين كاشيد معبدًا لنينيسينا في أوروك، وفي النقش الذي يخلد ذكرى هذا الحدث يشير إليها باعتبارها "كاهنة التعويذة للعديد من الناس، والطبيب الرئيسي للرأس الأسود" وسيدته. كان هذا المكان المقدس يحمل الاسم الاحتفالي Egalmaḫ.

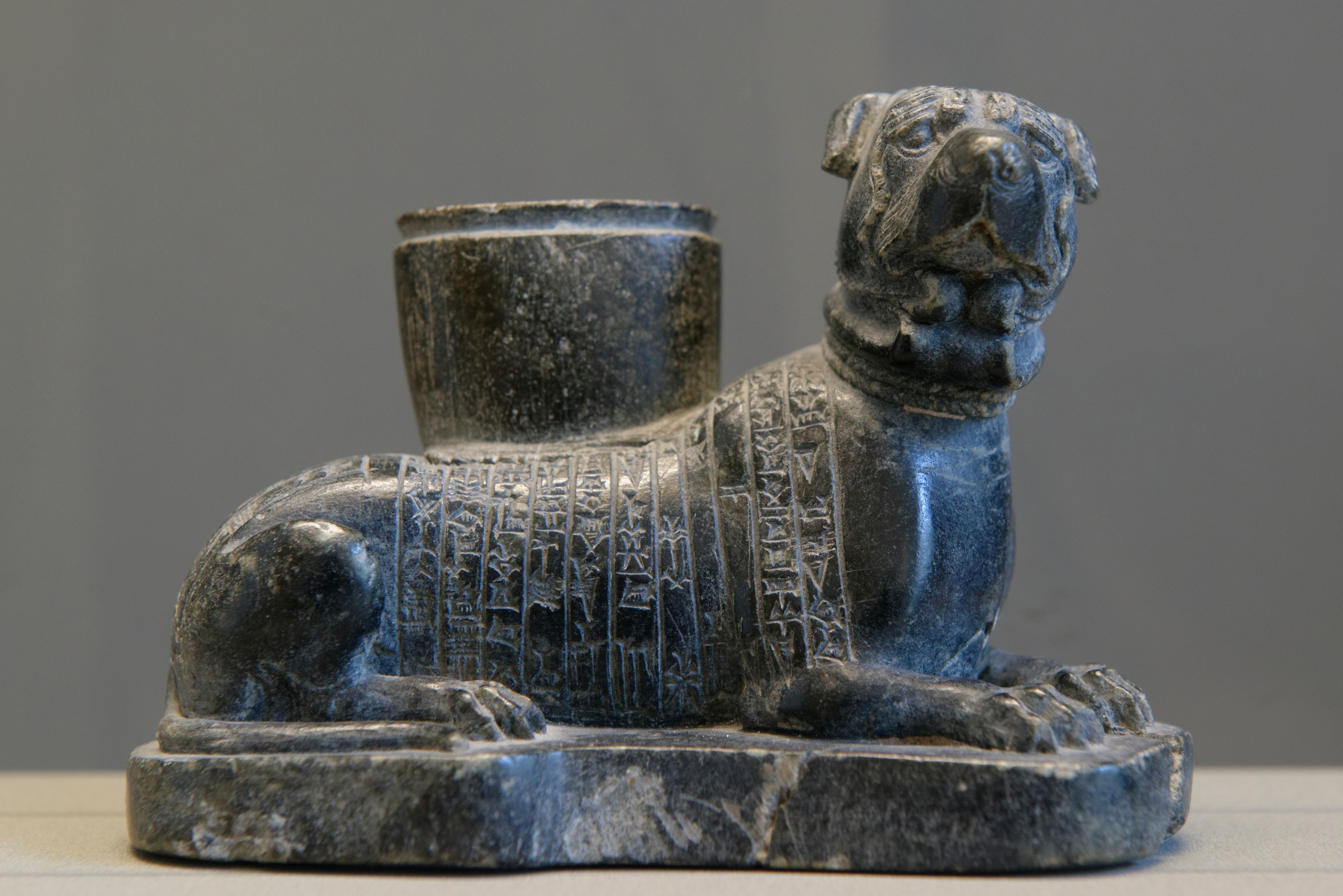
تمثال نذري لكلب مخصص لنينيسينا لحياة صمويل من لارسا.

في نفس الفترة، تم تقديم نينيسينا أيضًا إلى لارسا. قام أحد الأجدادجا من جيرسو (تيلوه) بإهداء تمثال كلب لنينيسينا تخليداً لحياة صومويل، الذي حكم في القرن التاسع عشر قبل الميلاد. ويشير إليها باعتبارها "الطبيبة الحكيمة" وسيدته ويذكر أن التمثال سيُطلق عليه اسم "الكلب المخلص، حامل لإناء من الأدوية التي تمنح الحياة". ويعتبر هذا العمل الفني أقدم قطعة معروفة من الأدلة التي تشير إلى أن نينيسينا ربما كانت مرتبطة بالكلاب. قام الملك جونجونوم بإعادة بناء إيونامتيلا، "بيت أعشاب الحياة"، وهو معبد مخصص لنينيسينا يقع في لارسا. قام ملك آخر من ملوك هذه المدينة، وهو واراد سين ، ببناء معبد لنينيسينا في أور. كان يحمل اسم Egalmaḫ. وفي نقش تذكاري ذكر أنه يأمل أن يؤدي هذا العمل التقوي إلى أن تمنحه الإلهة حياة طويلة وحكمًا سعيدًا. نظرًا لعدم وجود دليل على عبادة نينيسينا في أور، فقد اقترح البعض أن الإلهة المبجلة في هذا المعبد كانت في الواقع غولا، على الرغم من عدم وجود أدلة، ومن المحتمل أن إلهة إيسين ربما تم تقديمها إلى هذه المدينة فقط عن طريق واراد سين. كما قام نفس الملك بإعادة بناء يونامتيلا مثل سلفه. في نقش يخلد ذكرى بناء معبد نينجيشزيدا في أور، يشير ريم سين الأول إلى نينيسينا باعتبارها "سيدة قوتي". ولأنها تستحضر أيضًا العديد من الآلهة الأخرى ( آنو، إنليل، نينليل، نينورتا، نوسكا، إنكي، نينخورساج، نانا، أوتو، إشكور، نيرغال، إنانا ونينسينسينا )، تقترح أوديت بويفين أنها تعكس "المدى الإقليمي الجديد الذي تحقق" لمملكته.
بنى الملك البابلي القديم سومو-آبوم معبدًا مخصصًا لنينيسينا في بابل. وفقًا لأندرو ر. جورج، على الرغم من أنه لم يتم ذكر اسمه في النقوش، فمن المرجح أنه يتوافق مع إيجالماك، الذي كان في فترات لاحقة بمثابة معبد لجولا. كما بنى سومو ديتانا من كيش معبدًا لنينيسينا، لكن اسمه الاحتفالي وموقعه غير معروفين. تذكر جوليا إم. آشر جريف أن معابد كل من نينيسينا ونينكاراك كانت موجودة في سيبار ، لكن إيرين سيبينج بلانثولت خلصت في منشور أحدث إلى أنها لم تكن تُعبد في هذه المدينة. يذكر النقش الموجود على ختم شخص معين يُدعى تيشباك ناصر، وهو خادم الملك إيبال بي إيل الأول ملك إشنونا، أن والده كان يحمل اسم أور نينيسينا. خلال معظم فترة بابل القديمة، كانت عبادة نينيسينا في تراجع، على الرغم من استمرار عبادتها في بابل، وكيشورا ، وكيش، ولجش، وأوروك. ومع ذلك، في عهد سامسو إيلونا، تراجعت إيسين نفسها، وتم التخلي عنها في النهاية. بعد إعادة بناء المدينة على يد كوريجالزو الأول من سلالة الكاشيين، أصبحت جولا إلهتها الرئيسية، على الرغم من استمرار عبادة نينيسينا هناك أيضًا. في حين أشار الملك المذكور إلى إيجالماك باعتباره معبدًا لجولا، فقد تعامل الحكام اللاحقون باستمرار مع نينيسينا باعتبارها إلهة إيسين أثناء مشاريع البناء التي تم تنفيذها هناك. على سبيل المثال، قام آداد-ابلا-إيدينا في وقت لاحق بترميم المعبد لنينيسينا ( د نين-إيزين-نا )، كما يتضح من المعلومات المختومة على عدة قطع من الطوب من الموقع. ويشير نفس الملك في نقش واحد إلى أنها والدته. لا يُعرف سوى القليل عن عبادة نينيسينا بعد العصر البابلي القديم، على الرغم من ظهورها كإلهة مميزة في أواخر العصر البابلي الحديث.

## الأدب
هناك العديد من المؤلفات الأدبية المعروفة التي تركز على نينيسينا. 

### رحلة نينيسينا إلى نيبور
تم وصف رحلة أسطورية لنينيسينا في التكوين ثنائي اللغة "رحلة نين-إيسينا إلى نيبور". تم تحديد نوع النص على أنه šir 3 -nam-šub، ويقال أنه مصطلح يشير إما إلى "ترنيمة تعويذة" أو إلى تكوين يركز على تحديد المصير. هناك نسخة سومرية أحادية اللغة أقدم معروفة، وليس من المؤكد متى تمت إضافة الترجمة الأكادية، التي استبدلت نينيسينا بنينكاراك. تشير بيانات النسخ الثنائية اللغة المعروفة إلى أنها نُسخت من أصول بابل ونيبور. كان الكتبة المسئولون عن إعدادهم هم الأخوين مردوخ-بالاسو-إيريش وبيل-أخا-إيدينا، الذين ينسبون الفضل إلى شخص معين يُدعى إيكيشا-نينكاراك باعتباره المؤلف. من المرجح أنهم كانوا نشطين في عهد تيغلث فلاصر الأول، وكان والدهم نينورتا أوباليسو كاتبًا في البلاط الملكي الآشوري، على الرغم من أن العائلة ربما نشأت في بابل.
يقدم النص وصفًا تفصيليًا لموكب يتبع الإلهة، بما في ذلك زوجها بابيلساج، وأطفالهما دامو وجونورا (إما أن يكونا بمثابة ألاد-شاجا، "الروح الطيبة") أو برفقتهما، وسكان إيسين، و"الرب نونامنير" ( إنليل ) على يسار الإلهة، وأودوغ-شاجا ("الروح الحامية")، الذي تم تحديده على أنه "والد إنليل"، على يمينها. وفقًا لويلفريد ج. لامبرت، هناك تقاليد متعددة معروفة فيما يتعلق بنسب إنليل، وقد يكون والده أنو، أو لوجالدوكوجا ، أو ربما الإله البدائي إينميشارا. شوماك، الطفل الثالث لنينيسينا وبابلساج، والذي تم تعيينه "الرسول الصحيح لإيجالماك"، تم وضعه أمام والدته، ليقود الموكب. لا توجد أوصاف أخرى مفصلة بنفس القدر للمواكب معروفة في الأدب السومري، على الرغم من أن رحلات الآلهة هي موضوع العديد من المؤلفات. يصف بقية النص بإيجاز زيارة الإلهة إلى نيبور، والهدايا التي قدمتها لسيد المدينة إنليل، وإعلانها عن مصير جيد لها. ويتبع ذلك فجوة من 10 أسطر، وعندما يستأنف النص، يدخل نينيسينا وبابلساج إلى إيجالماك، ويجلسان على منصة ويستمعان إلى الموسيقى التي يؤديها نينكينونا. يبدو أن المقاطع الأخيرة تذكر مأدبة تكريمًا لها أقيمت في إيسين حضرها آنو وإنليل وإنكي ونينماه.

### ترانيم و صلوات
تنص إحدى مؤلفات شير-جيدا (حرفيًا "أغنية طويلة") المخصصة لنينيسينا على أنها اخترعت أحجار شوبا، والتي ربما يمكن تحديدها على أنها من العقيق ، لإنانا. إن السعي وراء المعرفة اللازمة لخلقها موصوف بالمصطلحات التالية: "[نينيسينا] اهتمت بأشياء لا يهتم بها المرء عادةً، ووجهت انتباهها إلى أشياء لا يفعلها المرء عادةً". كما يصف كيف قامت بتدريس الفنون الطبية، وفقًا لهذا المصدر الذي منحه لها إنكي، لابنها دامو، الذي خاطبته بالكلمات "يا بني، انتبه لكل شيء طبي! دامو، انتبه لكل شيء طبي! سوف يُمدحك على تشخيصاتك". وعلاوة على ذلك، يسلط الضوء على دورها كقابلة، والذي يرتبط في هذا السياق بوصف ولادتها. في حين أنه من الموثق في مكان آخر أن القابلات يمكنهن أيضًا العمل كممرضات، إلا أن هذه الوظيفة لم يتم ذكرها في الترنيمة. وفقًا لجيريمي بلاك، يتناول القسم الأخير من النص "مغامرات نينيسينا كإلهة محاربة في خدمة إنليل". وُصفت بأنها "بطلة قوية" تبث الخوف في قلوب أعداء إنليل.
هناك ثلاثة ترانيم مخصصة لنينيسينا نيابة عن ملوك محددين، وهي إشبي-إيرا د ، وإيدن-داجان د، وليبيت-عشتار د؛ وتتبع عناوينها المستخدمة في الدراسات العلمية نظام تسمية ETCSL. أما النص الثاني فيصور الإلهة على أنها مخيفة ويذكر أن الأدوات التي تستخدمها، وهي مشرط ومشرط، "حادة مثل مخالب الأسد لدخول الجسد".: آخر المقطوعات الموسيقية الثلاثة المذكورة أعلاه هي شير نامجالا (نوع من الأغاني المرتبطة برجال الدين الغالا ) وتروي كيف بارك نينيسينا وإنليل هذا الملك. تم التعرف على رسالة كتبها ملك لارسا، سين-إدينام ، إلى نينيسينا. تُنسب صلاة أخرى في شكل الرسالة إلى كاتب يُدعى نانامانسوم. كما تم توثيق نينيسينا جيدًا في ما يسمى šuillakku، وهو نوع من الصلوات التي تركز على التوسلات الفردية والتي يمكن دمجها في طقوس مختلفة.

### رثاء
بجانب المراثي التي تركز على إنانا، فإن المراثي المخصصة لنينيسينا (أو جولا ) هي الأكثر شيوعًا بين الأمثلة المعروفة لمثل هذه النصوص من بلاد ما بين النهرين القديمة. يمكن استخدام صيغ مماثلة في كلتا الحالتين. في أغلب الأحيان، تندب نينيسينا فقدان مدينتها، إيسين، في مثل هذه النصوص. على سبيل المثال، في مرثية سومر وأور، كانت واحدة من الآلهة الحزينة لأن "إيسين انقسمت بسبب تدفق المياه"؛ والقسم المخصص لها يقع بعد القسم الذي يركز على لوغال مارادا وزوجته إمزوانا، وقبل القسم الذي يصف مصير نينليل. إن فقدان دامو هو موضوع آخر متكرر في المراثي، والذي يقترن أحيانًا بتدمير إيسين. تلاحظ دينا كاتز، بعد دراسات سابقة، أنه على النقيض من الآلهة المحتضرة الأخرى، يبدو أن دامو لم يكن متخيلًا كشاب، بل كطفل رضيع، حيث يصفه أحد النصوص على ما يبدو بأنه "طفل حديث الولادة لم يُغتسل بعد"، وهو ما قد يشير إلى أن التقاليد المتعلقة به كانت مستوحاة من معدلات وفيات الرضع المرتفعة في بلاد ما بين النهرين القديمة. عادةً ما تخاطبه نينيسينا إما بـ "ابني" ( dumu-ĝu 10 ) أو "دامو" ( da-mu-ĝu 10 ). من المعروف وجود إشارات محتملة إلى نينيسينا وهي تنزل إلى العالم السفلي لاستعادة دامو، على الرغم من أن المصدر قد يكون مقتبسًا من نص ركز في الأصل على إنانا.

### نصوص أخرى
في أسطورة إنكي والنظام العالمي، نينيسينا هي واحدة من الآلهة المعينة في منصبها من قبل الإله الذي يحمل نفس الاسم والذين تم ذكرهم في شكوى إنانا حول منصبها، إلى جانب أرورو، نينموج، نيسابا ونانشي. وُصفت بأنها قابلة 17، وهو مصطلح متفق عليه الآن للإشارة إلى القابلة. وقد تم ذكرها أيضًا في أغنية المجرفة ، حيث قدمت عروضًا لإنليل، بما في ذلك الحملان الصغيرة والفواكه. وفقًا لويلفريد ج. لامبرت، ربما كانت هناك أسطورة أخرى غير معروفة حاليًا تتعلق بنينيسينا، والتي ربما كانت أصل لقبها كوريبا، "التي كانت غاضبة على الجبل" أو "التي كانت غاضبة من الجبل". تنص ترنيمة متأخرة تسرد ألقابها المختلفة على أنها عندما كانت كوريبا "كانت تشن هجمات غاضبة".
تم ذكر نينيسينا في عدد من قوائم الآلهة، بدءًا من قائمة آلهة فارا في عصر الأسرة المبكرة. في قائمة آلهة فايدنر، تسبق نينكاراك وبابلساج.  في قائمة آلهة نيبور البابلية القديمة، تظهر في المرتبة الثانية والأربعين من الآلهة المذكورة، بين باو وجولا . نص مجزأ من أور، والذي قد يكون قائمة آلهة غير معروفة من نفس الفترة، يضعها في المركز الرابع في تعداد قصير للآلهة، بعد أنو، إنليل ونينتو وقبل نانا، إنكي، أوتو، إنانا وإيشكور. في النسخة البابلية القديمة التي سبقت قائمة الآلهة اللاحقة أن = أنوم، تظهر بعد أزواج آلهة الشفاء المختلفة، وقبل نينكاراك، ولكن في النسخة اللاحقة يأتي نينكاراك أولاً.
من عصر أور الثالث إلى العصر البابلي القديم، كان يتم استدعاء نينيسينا بشكل متكرر في التعويذات. كانت تُتوسل عادةً لقهر الشياطين الموجودة بداخلهم.

### فهرس
- Asher-Greve، Julia M.؛ Westenholz، Joan G. (2013). Goddesses in Context: On Divine Powers, Roles, Relationships and Gender in Mesopotamian Textual and Visual Sources (PDF). Academic Press Fribourg. ISBN:978-3-7278-1738-0. مؤرشف من الأصل (PDF) في 2024-09-27.
- Beaulieu، Paul-Alain (2003). The pantheon of Uruk during the neo-Babylonian period. Leiden Boston: Brill STYX. ISBN:978-90-04-13024-1. OCLC:51944564.
- Black، Jeremy A. (2006). The Literature of Ancient Sumer. Oxford University Press. ISBN:978-0-19-929633-0. مؤرشف من الأصل في 2023-10-22. اطلع عليه بتاريخ 2022-09-10.
- Boivin، Odette (2018). The First Dynasty of the Sealand in Mesopotamia. De Gruyter. DOI:10.1515/9781501507823. ISBN:978-1-5015-0782-3.
- Böck، Barbara (2014). The healing goddess Gula: towards an understanding of ancient babylonian medicine. Leiden, Netherlands: Brill. ISBN:978-90-04-26146-4. OCLC:868971232.
- Böck، Barbara (2015). "Ancient Mesopotamian Religion: A Profile of the Healing Goddess". Religion Compass. Wiley. ج. 9 ع. 10: 327–334. DOI:10.1111/rec3.12165. hdl:10261/125303. ISSN:1749-8171. S2CID:145349556.
- Cavigneaux, Antoine; Krebernik, Manfred (1998), "NIN-arali", Reallexikon der Assyriologie (بالألمانية), Retrieved 2022-09-10
- Cavigneaux, Antoine; Krebernik, Manfred (1998a), "Nin-ḫinuna", Reallexikon der Assyriologie (بالألمانية), Retrieved 2022-09-10
- Cavigneaux, Antoine; Krebernik, Manfred (1998b), "Nin-me-urur", Reallexikon der Assyriologie (بالألمانية), Retrieved 2022-09-10
- Ceccarelli, Manuel (2009). "Einige Bemerkungen zum Synkretismus BaU/Ninisina". In Negri Scafa, Paola; Viaggio, Salvatore (eds.). Dallo Stirone al Tigri, dal Tevere all'Eufrate: studi in onore di Claudio Saporetti (بالألمانية). Roma: Aracne. ISBN:978-88-548-2411-9. OCLC:365061350.
- Delnero، Paul (2020). How To Do Things With Tears. De Gruyter. DOI:10.1515/9781501512650. ISBN:978-1-5015-1265-0. S2CID:229038550.
- Edzard, Dietz-Otto (1998), "Nin-Isina", Reallexikon der Assyriologie (بالألمانية), Retrieved 2022-08-29
- Frame، Grant (1995). Rulers of Babylonia from the Second Dynasty of Isin to the End of Assyrian Domination (1157-612 BC). University of Toronto Press. DOI:10.3138/9781442657052-009.
- Frayne، Douglas (1990). Old Babylonian Period (2003-1595 B.C.). University of Toronto Press. DOI:10.3138/9781442678033. ISBN:978-1-4426-7803-3.
- George، Andrew R. (1993). House most high: the temples of ancient Mesopotamia. Winona Lake: Eisenbrauns. ISBN:0-931464-80-3. OCLC:27813103.
- George، Andrew R. (2015). "The Gods Išum and Ḫendursanga: Night Watchmen and Street-lighting in Babylonia". Journal of Near Eastern Studies. University of Chicago Press. ج. 74 ع. 1: 1–8. DOI:10.1086/679387. ISSN:0022-2968. S2CID:161546618. مؤرشف من الأصل في 2023-04-07.
- Katz، Dina (2003). The Image of the Netherworld in the Sumerian Sources. Bethesda, MD: CDL Press. ISBN:1-883053-77-3. OCLC:51770219.
- Konstantopoulos، Gina (2017). "Shifting Alignments: The Dichotomy of Benevolent and Malevolent Demons in Mesopotamia". Demons and Illness from Antiquity to the Early-Modern Period. Brill. ص. 17–38. DOI:10.1163/9789004338548_003. ISBN:9789004338548.
- Krebernik، Manfred (2005)، "Pabilsaĝ(a)"، Reallexikon der Assyriologie، اطلع عليه بتاريخ 2022-02-10
- Krebernik, Manfred (2014), "Šumaḫ", Reallexikon der Assyriologie (بالألمانية), Retrieved 2022-08-29
- Lambert، Wilfred G. (1983)، "Kur(r)ibba"، Reallexikon der Assyriologie، اطلع عليه بتاريخ 2021-10-05
- Lambert، Wilfred G. (2013). Babylonian creation myths. Winona Lake, Indiana: Eisenbrauns. ISBN:978-1-57506-861-9. OCLC:861537250.
- Livingstone، Alasdair (1988). "The Isin "Dog House" Revisited". Journal of Cuneiform Studies. American Schools of Oriental Research. ج. 40 ع. 1: 54–60. DOI:10.2307/1359707. ISSN:0022-0256. JSTOR:1359707. S2CID:163493207. مؤرشف من الأصل في 2023-10-17. اطلع عليه بتاريخ 2021-08-04.
- Peterson، Jeremiah (2009). God lists from Old Babylonian Nippur in the University Museum, Philadelphia. Münster: Ugarit Verlag. ISBN:978-3-86835-019-7. OCLC:460044951. مؤرشف من الأصل في 2024-06-06.
- Peterson، Jeremiah (2020). "A Poetic Description of Surgery and Disease Snatching Dogs? A Collective of Sumerian Hymns to Healing Deities From Old Babylonian Nippur". Oriens Antiqvvs. Series Nova. Istituti editoriali e poligrafici internazionali. ج. 2. مؤرشف من الأصل في 2024-08-18.
- Sibbing-Plantholt، Irene (2022). The Image of Mesopotamian Divine Healers. Healing Goddesses and the Legitimization of Professional Asûs in the Mesopotamian Medical Marketplace. Boston: Brill. ISBN:978-90-04-51241-2. OCLC:1312171937.
- Such-Gutiérrez, Marcos (2005). "Untersuchungen zum Pantheon von Adab im 3. Jt". Archiv für Orientforschung (بالألمانية). Archiv für Orientforschung (AfO)/Institut für Orientalistik. 51: 1–44. ISSN:0066-6440. JSTOR:41670228. Archived from the original on 2024-10-08. Retrieved 2022-09-09.
- Tsouparopoulou، Christina (2020). "The Healing Goddess, Her Dogs and Physicians in Late Third Millennium BC Mesopotamia". Zeitschrift für Assyriologie und vorderasiatische Archäologie. Walter de Gruyter GmbH. ج. 110 ع. 1: 14–24. DOI:10.1515/za-2020-0002. ISSN:1613-1150. S2CID:220370598. مؤرشف من الأصل في 2024-09-10.
- Viano، Maurizio (2016). The reception of Sumerian literature in the western periphery. Venezia. ISBN:978-88-6969-077-8. OCLC:965932920. مؤرشف من الأصل في 2023-12-16.{{استشهاد بكتاب}}:  صيانة الاستشهاد: مكان بدون ناشر (link)
- Wagensonner، Klaus (2008). "Nin-Isina(k)s Journey to Nippur. A bilingual divine journey revisited". Wiener Zeitschrift für die Kunde des Morgenlandes. Department of Oriental Studies, University of Vienna. ج. 98: 277–294. ISSN:0084-0076. JSTOR:23861637. مؤرشف من الأصل في 2024-10-07. اطلع عليه بتاريخ 2022-08-29.
- Westenholz، Joan G. (2010). "Ninkarrak – an Akkadian goddess in Sumerian guise". Von Göttern und Menschen. Brill. ص. 377–405. DOI:10.1163/9789004187474_020. ISBN:9789004187481.
- Zólyomi، Gábor G. (2010). "Hymns to Ninisina and Nergal on the tablets Ashmolean 1911.235 and Ni 9672". Your Praise is Sweet. A Memorial Volume for Jeremy Black from Students, Colleagues and Friends. London: British Institute for the Study of Iraq. ISBN:978-0-903472-28-9. OCLC:612335579.

## روابط خارجية
- مؤلفات تركز على نينيسينا في مجموعة النصوص الإلكترونية للأدب السومري
- إيشبي-إرا د في ETCSL
- إيدين داجان د في ETCSL
- ليبيت-إشتار إي في ETCSL
- ترانيم المعبد في ETCSL
- إنكي والنظام العالمي في ETCSL